# Gara Albești Târnava
Gara Albești Târnava este o stație de cale ferată care deservește comuna Albești, județul Mureș, România.